# Indigofera melanadenia
Indigofera melanadenia är en ärtväxtart som beskrevs av William Henry Harvey. Indigofera melanadenia ingår i släktet indigosläktet, och familjen ärtväxter. Inga underarter finns listade i Catalogue of Life.